# Yonkoma
El manga Yonkoma (4コマ漫画, 'manga de quatre vinyetes'), o 4-koma per abreujar, és un format japonès de tira còmica. Les vinyetes són normalment iguals, i poden estar disposades verticalment, horitzontalment o en 2x2, depenent dels requisits de la publicació en què apareguin. Aquestes tires còmiques es poden trobar en gairebé tots els tipus de publicacions japoneses, incloent-hi revistes de manga, novel·les gràfiques, la secció de còmics dels diaris, revistes de jocs, revistes de cuina, etc.
L'argument sovint acaba dins d'aquestes 4 vinyetes, encara que les sèries es poden desenvolupar en les següents tires, creant una mena d'història continua. Alguns yonkoma tracten temes seriosos, encara que la majoria ho fan amb humor. Alguns mangues i animes molt coneguts han estat dibuixats fent servir l'estil 4-koma, entre aquests s'hi pot trobar Sazae-san, My Neighbors the Yamadas i Azumanga Daioh. Aquest format també es fa servir en diversos web-còmics no japonesos, entre ells Ghastly's Ghastly Comic i Sexy Losers. Ctrl+Alt+Del i les antigues tires de Megatokyo també fan servir el format 2×2.